# Артамонов, Николай Семёнович
Никола́й Семёнович Артамо́нов (21 мая 1920 — 26 марта 1945) — советский военный лётчик, участник Великой Отечественной войны, помощник командира по воздушно-стрелковой службе 193-го истребительного авиационного полка 302-й истребительной авиационной дивизии 4-го истребительного авиационного корпуса 2-й воздушной армии 1-го Украинского фронта, Герой Советского Союза (19.08.1944), старший лейтенант.

## Биография
Родился 21 мая 1920 года в деревне Неклюдовка Чертеимской волости Городищенского уезда Пензенской губернии (ныне Засурское в Лунинском районе Пензенской области) в крестьянской семье. Русский. Окончил 2 курса Московского авиационного института.
В Красной армии с 1941 года. В 1942 году окончил Вязниковскую военно-авиационную школу пилотов. В действующей армии с лета 1943 года. Член ВКП(б) с 1944 года. Воевал на Воронежском, Степном, 1-м Украинском фронтах. Летал на самолёте-истребителе Ла-5ФН.
Помощник командира по воздушно-стрелковой службе 193-го истребительного авиационного полка (302-я истребительная авиационная дивизия, 4-й истребительный авиационный корпус, 2-я воздушная армия, 1-й Украинский фронт) старший лейтенант Николай Артамонов к 10 марта 1944 года совершил сто шестьдесят пять боевых вылетов, из них тридцать два — на разведку, провёл сорок два воздушных боя, в которых сбил лично восемнадцать и в составе группы — восемь вражеских самолётов.
Указом Президиума Верховного Совета СССР от 19 августа 1944 года за образцовое выполнение боевых заданий командования на фронте борьбы с немецко-фашистскими захватчиками и проявленные при этом мужество и героизм старшему лейтенанту Артамонову Николаю Семёновичу присвоено звание Героя Советского Союза с вручением ордена Ленина и медали «Золотая Звезда» (№ 1469).
26 марта 1945 года при штурмовке скопления вражеской боевой техники в 6 километрах юго-восточнее села Врабле его Ла-5 был подбит зенитным огнём и упал в 1,5 километрах от села Телинце (венг. Тилд).
Ко дню своего последнего полёта, на боевом счету Н. С. Артамонова значилось 354 боевых вылета, он провёл 55 воздушных боёв в которых лично сбил 28 самолётов противника и 9 — в составе группы.
Похоронен в городе Штурово (Словакия).

## Награды
- Медаль «Золотая Звезда» Героя Советского Союза (№ 1469);
- Орден Ленина;
- Три ордена Красного Знамени;
- Два ордена Отечественной войны I степени.

## Память
- В Засурском сельском поселении Лунинского района Пензенской области установлен бюст Героя.
- Его имя носят улица, школа № 1 в посёлке городского типа Лунино.
- На здании школы установлена мемориальная доска.